# 相火
相火，中醫術語，與君火相對。一般來說，君火指的是心火，而相火指的是肝火或腎火。但在中醫中，不同醫家、流派，對於這個概念始終爭論不休。

## 概論
相火的名稱，最早出自《內經》，在《素問天元紀大論》與《素問六旨大論》皆有提及。這個術語，一般來說與君火相對，用在運氣學說中。
王冰解釋《素問》，認為君火為太陽，而相火為少陽。到了宋朝之後，君火與相火開始與臟腑學說結合。北宋錢乙《小兒藥證直訣》中認為相火指肝火，劉完素《素問玄機原病式》中認為相火為手少陽三焦火，張潔古、李杲也認為是手少陽三焦火。張從正認為相火是膽火。
但劉完素又認為，根據《難經》，腎有二，左腎右命門，右邊命門火與手少陽三焦皆是相火。
首次將相火形成有體系學說的醫家為朱丹溪，他認為君火為人火，為陽火，相火為天火，為陰火。